# Faltschwimmbrücke

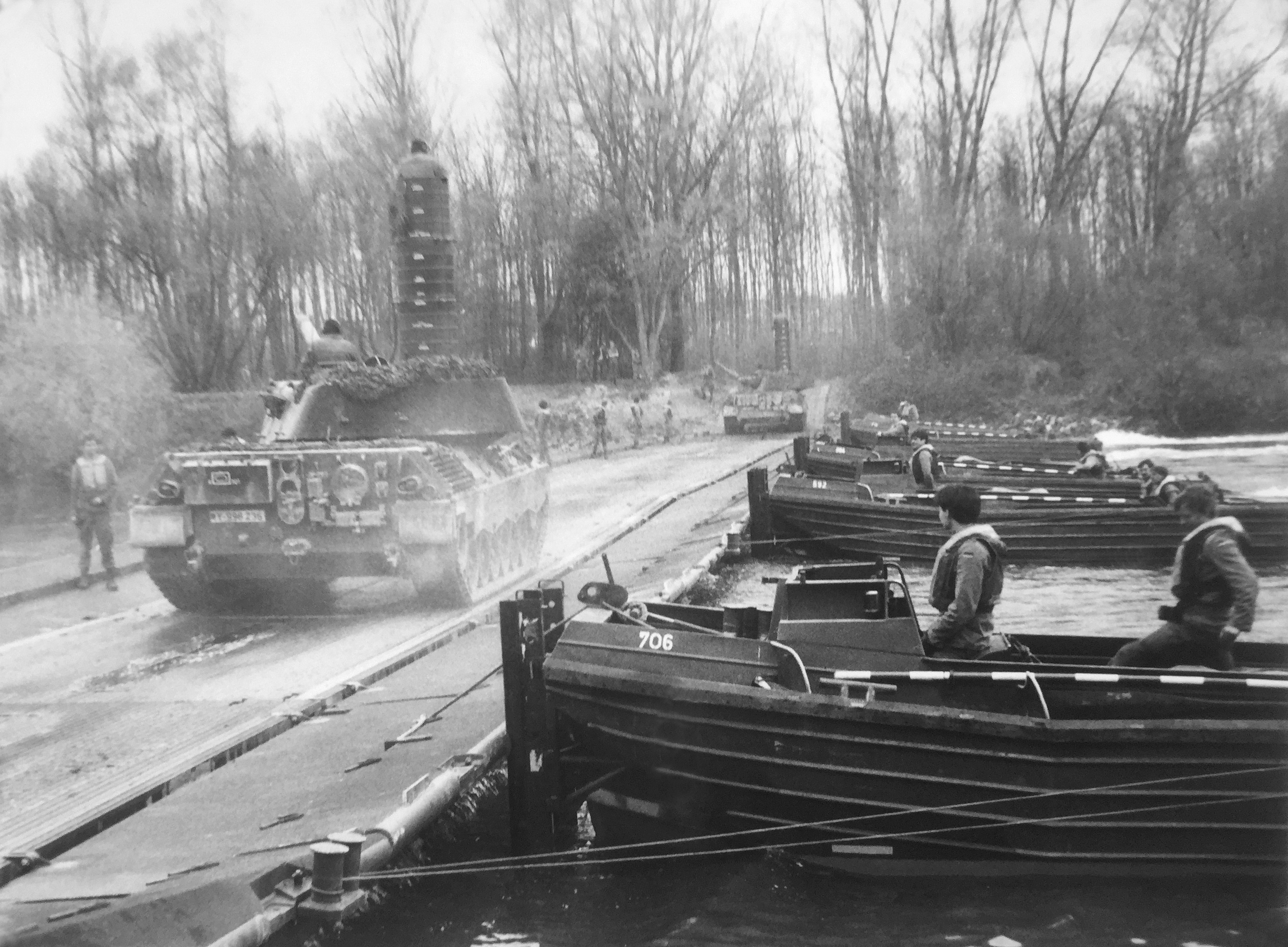
Faltschwimmbrücke der Bundeswehr 1983/84. PiBtl. 5/220L

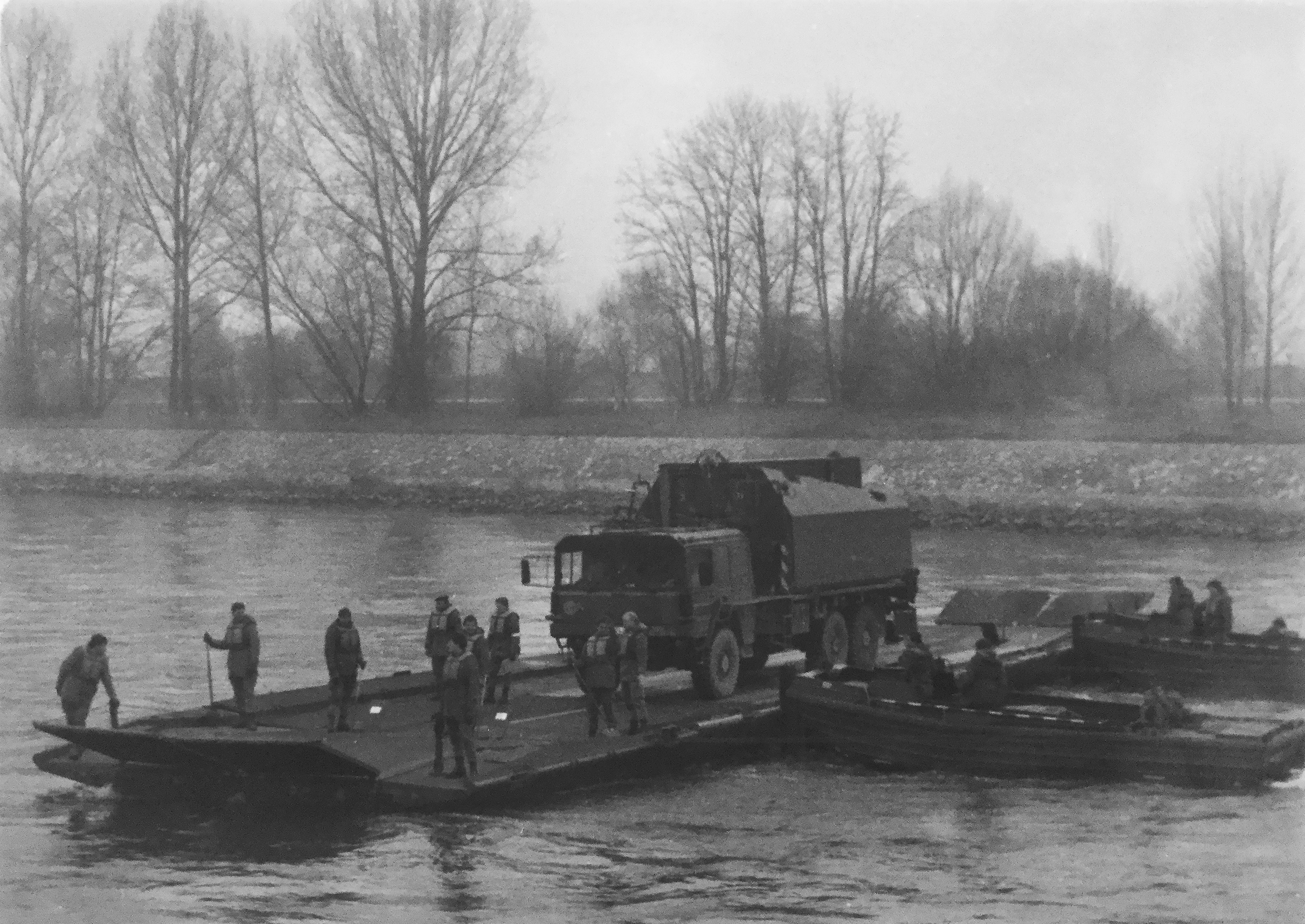
FSB-Segmente im Fährbetrieb über die Donau

Die Faltschwimmbrücke ist ein militärisches Großgerät, in Ponton-Bauweise, das in den 1970er und 1980er Jahren von der Pioniertruppe der Bundeswehr eingesetzt wurde. Mit ihr ließen sich Gewässer bis zu einer Breite von 140 Metern überbrücken, breitere Gewässer konnten im Fährbetrieb überwunden werden. Das System wurde von mehreren NATO-Partnern (zum Beispiel USA und Niederlande) eingesetzt. Die einzelnen Segmente waren standardisiert, sodass sie beliebig kombinierbar waren und auf den unterschiedlichen sogenannten „Brückentransportern“ der jeweiligen Bündnispartner transportiert werden konnten. Die Tragfähigkeit der Brücke liegt bei MLC 70 (63,5 Tonnen), was über dem Gewicht der damals gebräuchlichen Leopard-Versionen und anderer NATO-Kampfpanzer lag.

## Entwicklung
In den 1960er Jahren entwickelte die sowjetische Armee ein völlig neues Konzept der Pionierbrücke: den „Pontonpark PMP“. Ein aus mehreren Stahlzellen bestehendes, fertig vormontiertes, faltbares Brückensegment, das von Lkws bis zum direkten Einsatzort (Ufer) transportiert und von Motorbooten zusammengeführt wurde. Während des Sechstagekrieges 1967 erbeuteten die israelischen Streitkräfte Teile dieses neuen Systems, das die Sowjetunion an Ägypten geliefert hatte. Die Pontons wurden den USA zur Untersuchung übergeben. Auf dieser Basis, aber unter Verwendung von bedeutend leichterem Aluminium und unter Vereinfachung der technischen Handhabung konstruierte die US-Army ab 1969 das „Ribbon Bridge System“, das 1973 in Serienfertigung ging und an die US-Army und an das Marine-Corps ausgegeben wurde. Die deutsche Lizenzproduktion des Systems startete 1978 bei den Eisenwerke Kaiserslautern (EWK), gefolgt von der Einführung bei der Truppe. Gleichzeitig wurde bei der Schottel-Werft für das FSB-System, das „M-Boot (klein)“ entwickelt, welches das bis dahin für die Hohlplattenbrücke verwendete (weniger wendige) Boot ablöste. Ab Mitte der 1980er Jahre wurde dieses Boot wiederum durch das „M-Boot 3“ ersetzt. Dieser Typ hatte verbesserte Flachwassereigenschaften und benötige zum Transport keinen eigenen Anhänger mehr, sondern konnte auf einem Brückentransporter verladen werden. Das Brückensystem selbst, wurde ab den 2000er Jahren durch das System „FSB II“ ersetzt.

## Beschreibung
Die das Gerät einsetzenden Einheiten („Brückenzüge“) waren meist in die 5. Kompanien (technische Einheiten o. PiMasch Einheiten) von Pionierbataillonen integriert. Der STAN-mäßige Umfang eines FSB-Zuges betrug: 18 Mittel- und 8 Rampenabschnitte, 12 M-Boote (bis 1984 „klein“, danach „M3“), 26 Brückentransporter (MAN LKW 7 t mil gl) und 12 Anhänger (für den Transport der M-Boote). Dieser Bestand war ausreichend, um zwei Übersetzfähren der Kategorie MLC 60 (54,4 Tonnen) oder eine 140 m lange Brücke erstellen zu können.
Die Innenabschnitte hatten eine Länge von 6,70 Meter und entfaltet eine Breite von 8,12 Meter. Das Gewicht betrug 5,4 Tonnen. Die Rampenabschnitte waren 5,60 Meter lang, zuzüglich zwei 2 Meter langer klappbarer Rampenteile, die Höhendifferenzen am Ufer ausgleichen konnten. Die Fahrbahnbreite betrug ca. 4,10 Meter. Die äußeren Segmente konnten nicht befahren werden, waren aber als Fußweg nutzbar.
Generell lässt sich sagen: Im Gegensatz zum vorher (bzw. anfangs noch parallel) verwendeten Hohlplatten-System stellte das FSB-System eine beträchtliche Verbesserung auf dem logistischen, personellen und zeitlichen Sektor dar. Die Hohlplatte benötigte im Gegensatz zur FSB-Brücke umfangreiches Zubehör und erforderte einen hohen personellen Einsatz: vier Pionierzüge (Hohlplatte) gegen einen Zug (FSB). Das neue FSB-System verkürzte die Zeit für den Brückenschlag über ein 100 bis 130 Meter breites Gewässer von 3–4 Stunden mit der Hohlplatte auf (bei schon zu Wasser gelassenen M-Booten) 15 bis 20 Minuten.

## Ablauf eines Brückenschlags
Im Vorfeld wird der Brückenzug, der aus mehreren Brückengruppen und einer Übersetzgruppe besteht, in einem möglichst ufernahen Verfügungsraum aufgestellt. Von dort aus rücken die einzelnen Teile des Zuges (nach ihrem Einsatz gestaffelt) zum Ufer vor. Zuerst werden die M-Boote zu Wasser gebracht, die standardmäßig mit 3 Mann (Fahrer, sog. „Springer“ und „Trommler“) besetzt sind. Auf den ersten Booten befinden sich zusätzliche Mannschaften (Kupplungstrupp), die später die einzelnen Abschnitte miteinander verbinden. Da die FSB ein System ist, mit dem in erster Linie Flüsse, also fließende Gewässer überbrückt werden, bleiben während des Brückenschlags mehrere Boote mit der entstehenden Brücke verbunden (um sie gegen die Strömung zu sichern), während andere sich lösen, um weitere Abschnitte heran zu bringen.
Etwa zur gleichen Zeit wird durch die Übersetzgruppe der Verankerungstrupp in kleinen Sturmbooten an das jenseitige Ufer gebracht. Dann ziehen die LkW mit den einzelnen Abschnitten zur Brückenstelle vor. Die Abschnitte werden entzurrt, entriegelt und dann zu Wasser gelassen, wo sie sich selbständig entfalten. Die wartenden M-Boote nehmen jeweils einen Abschnitt auf: der Fahrer manövriert das Boot mit den am Bug befindlichen Schubdalben möglichst nahe an das Brückenteil, so dass der vorne stehende Soldat („Springer“) auf den Abschnitt gelangen kann. Auf dem Abschnitt belegt er die beiden Klampen mit den auf dem Boot vorbereiteten Stahlseilen, die auf dem Boot vom „Trommler“ mit Hilfe der Winschen (die entfernt wie Trommeln aussehen) verzurrt werden, danach verriegelt er den Abschnitt, um ihn vor einem ungewollten Zusammenklappen (durch den Strömungsdruck) zu sichern. Zuerst werden mehrere Innenabschnitte zusammengeschwommen und gekoppelt, dann wird an deren uferseitigem Ende jeweils der Rampenabschnitt angebracht. Diese beiden Segmente werden dann zu den einander gegenüberliegenden „Brückenstellen“ manövriert („geschwommen“) und dort vom Verankerungstrupp mittels Erdnägeln und Flaschenzügen verankert. Nun wird die Lücke zwischen den beiden (ab diesem Moment militärisch so bezeichneten) „Brückenstellen“ mit weiteren Innenabschnitten aufgefüllt. Zum Schluss wird er letzte Innenabschnitt in die Brücke „eingeschwommen“ und gekuppelt. Die, für den endgültigen „Brückenschluss“ notwendigen Korrekturen werden über die am Ufer befindlichen Flaschenzüge vorgenommen.

## Galerie

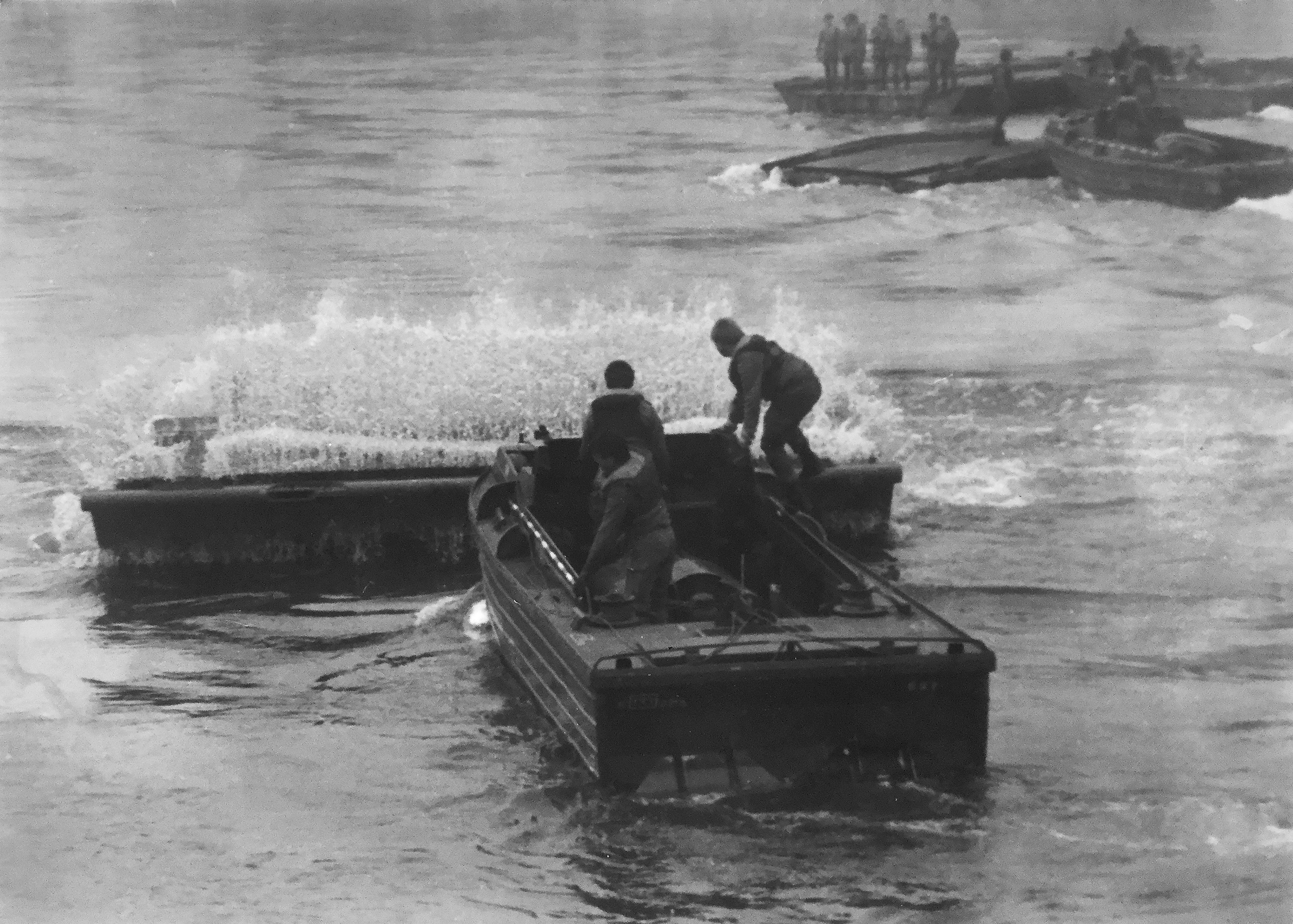
Aufnehmen eines Innenabschnitts durch M-Boot. Im Hintergrund Rampenabschnitt und Teilfähre
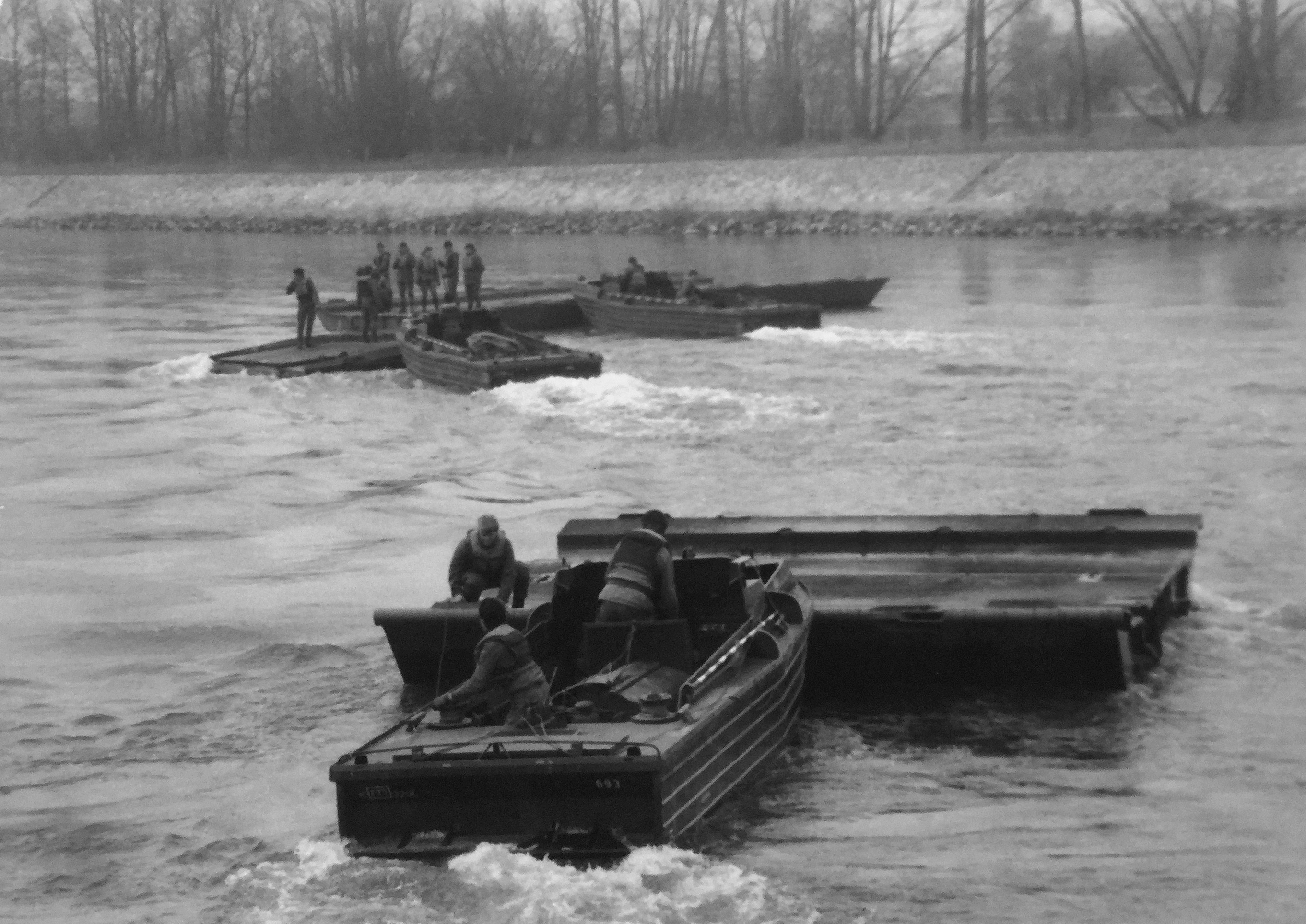
Festzurren eines Innenabschnitts, während er zur Fähre geschwommen wird
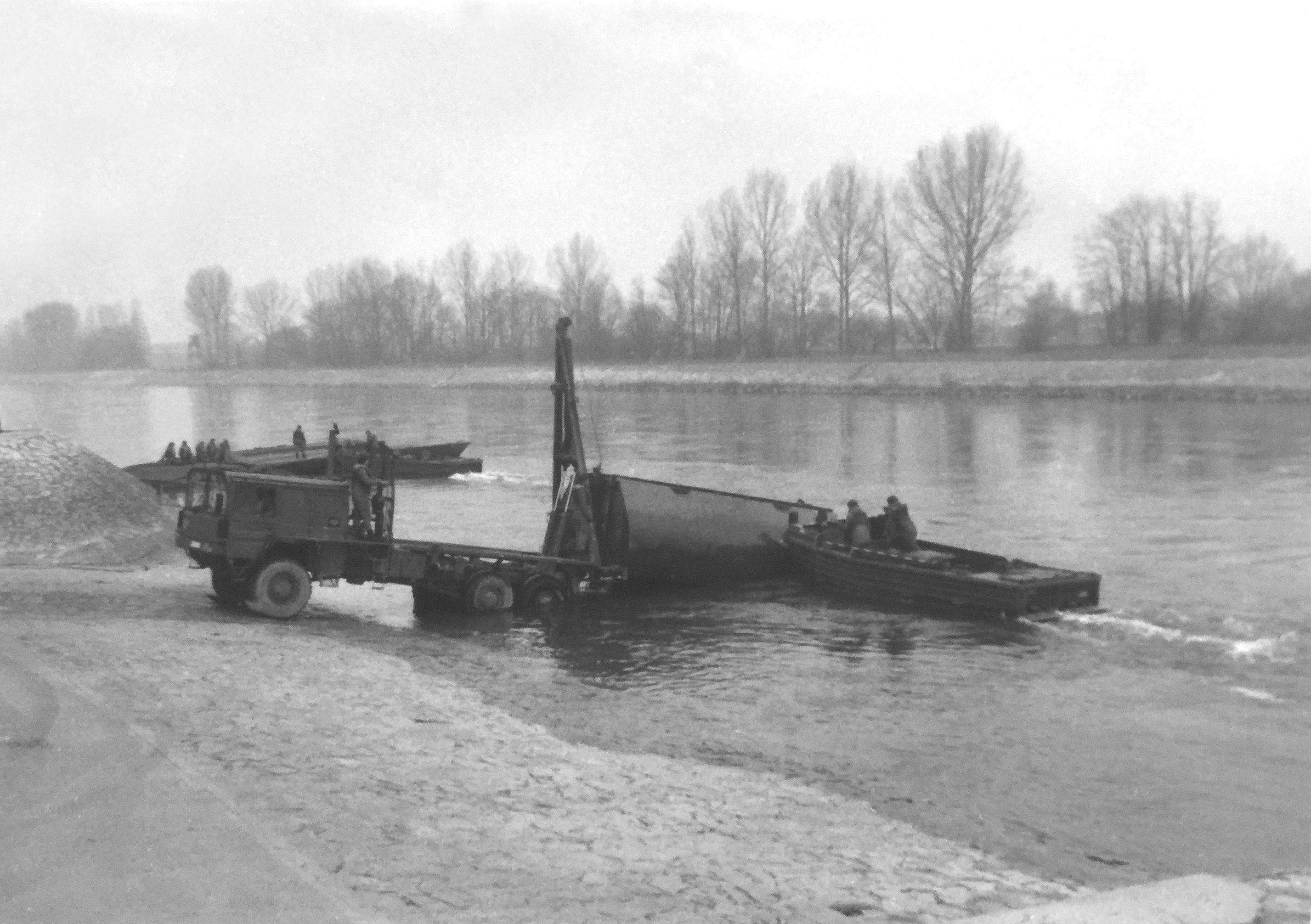
Rückführung eines Innenabschnitts zum LKW
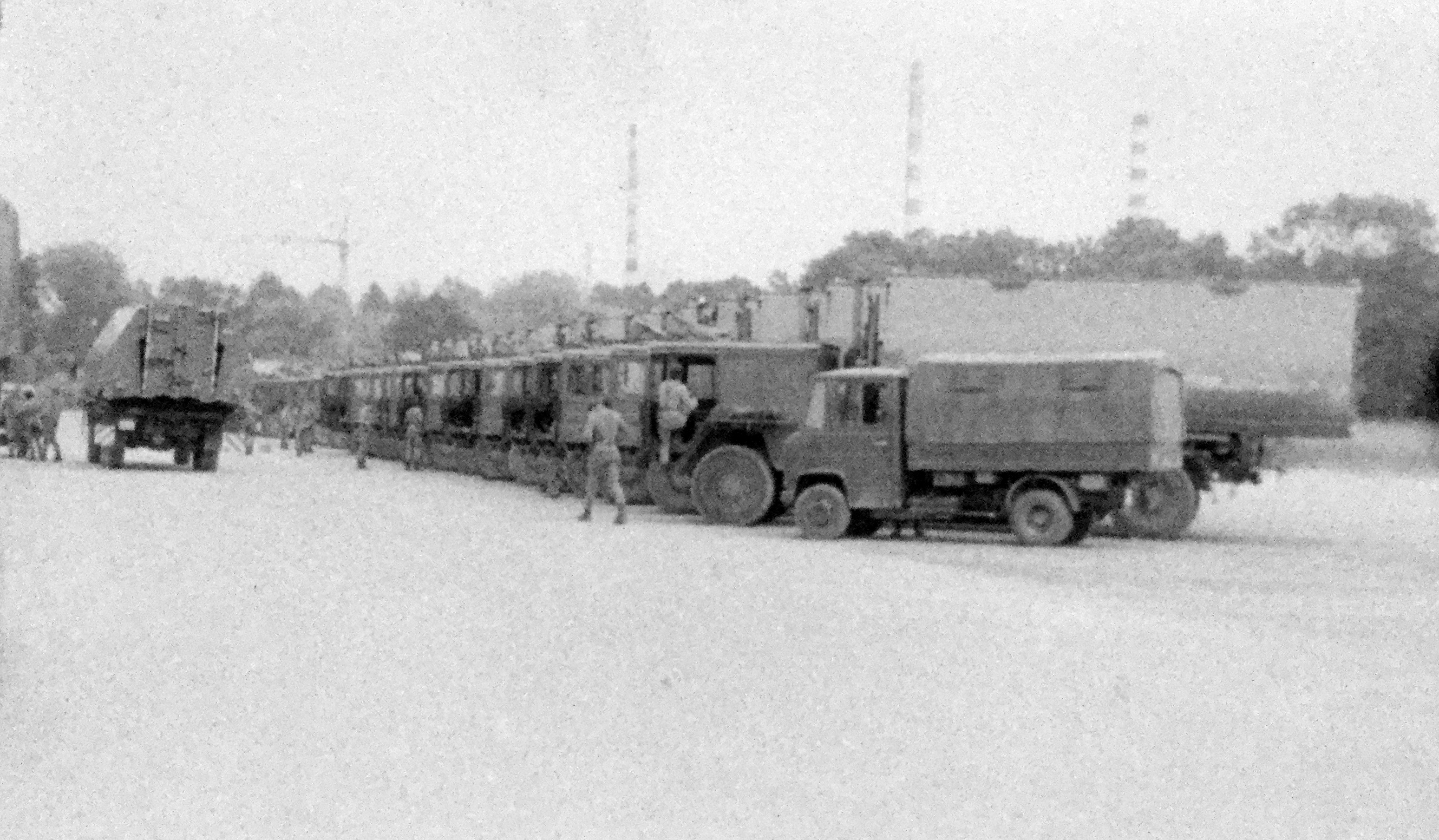
Brückenzug stellt Marschbereitschaft her
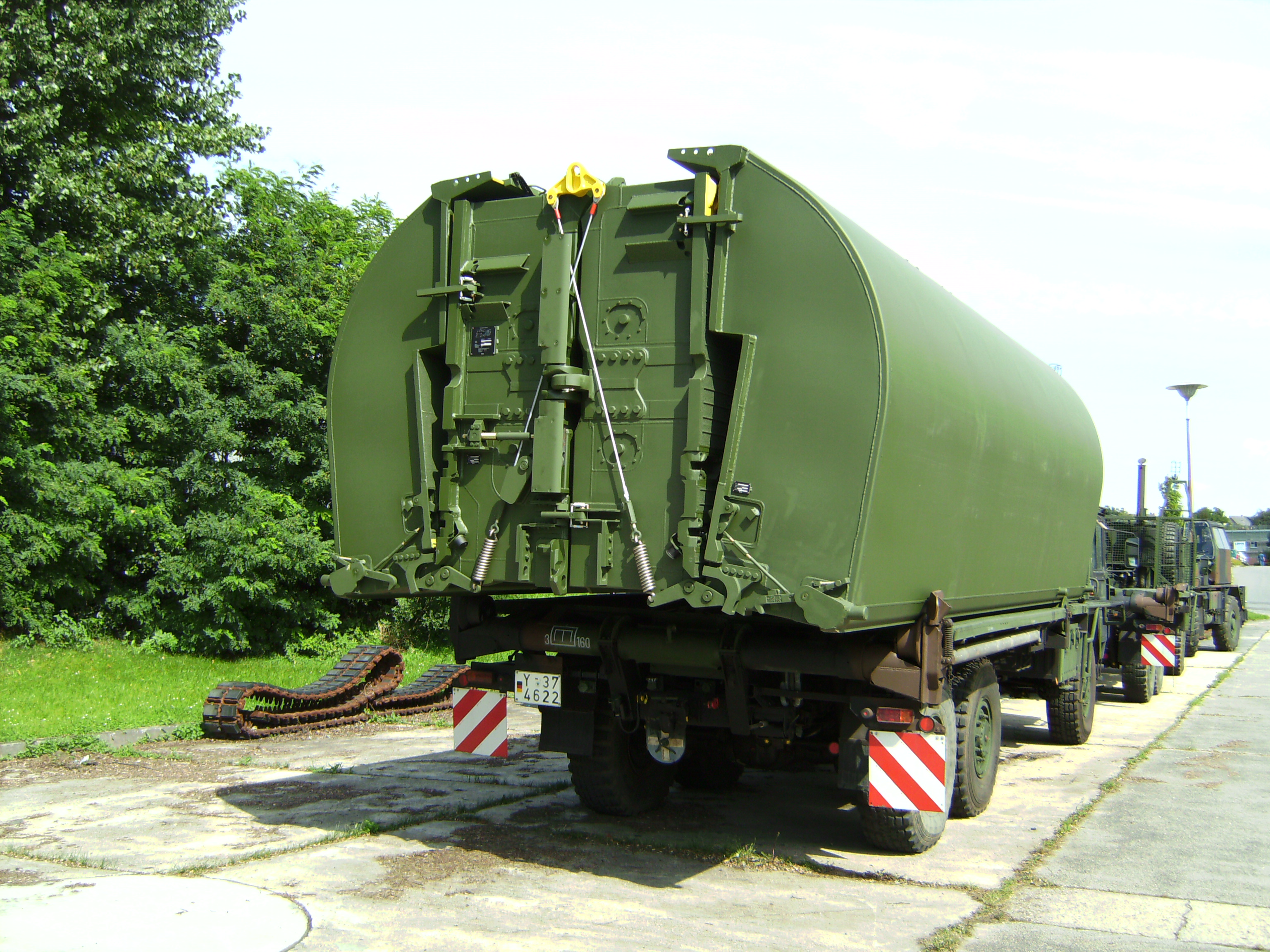
Verlasteter Innenabschnitt
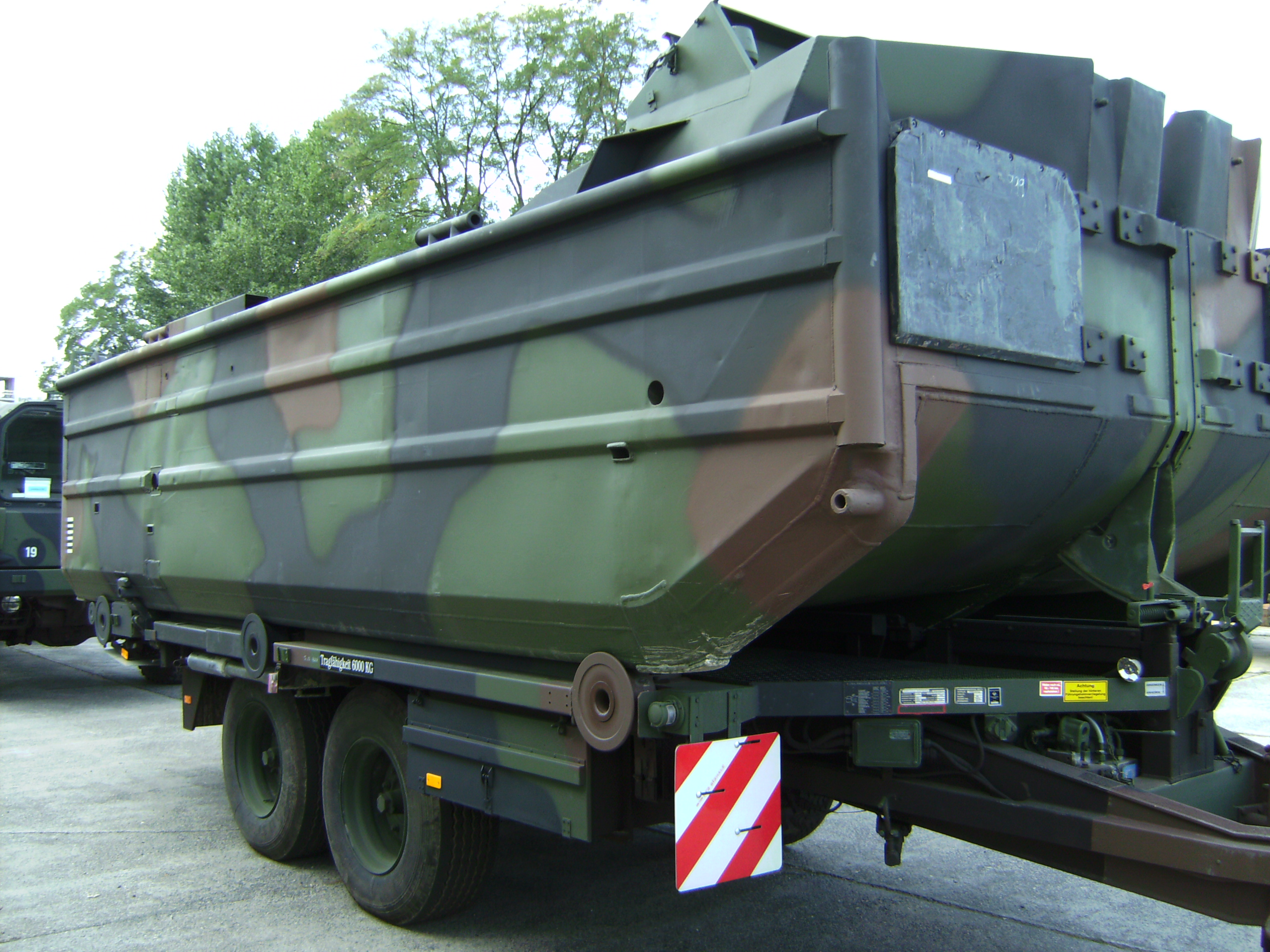
Das, Mitte der 80er Jahre eingeführte, M-Boot 3 auf Hänger
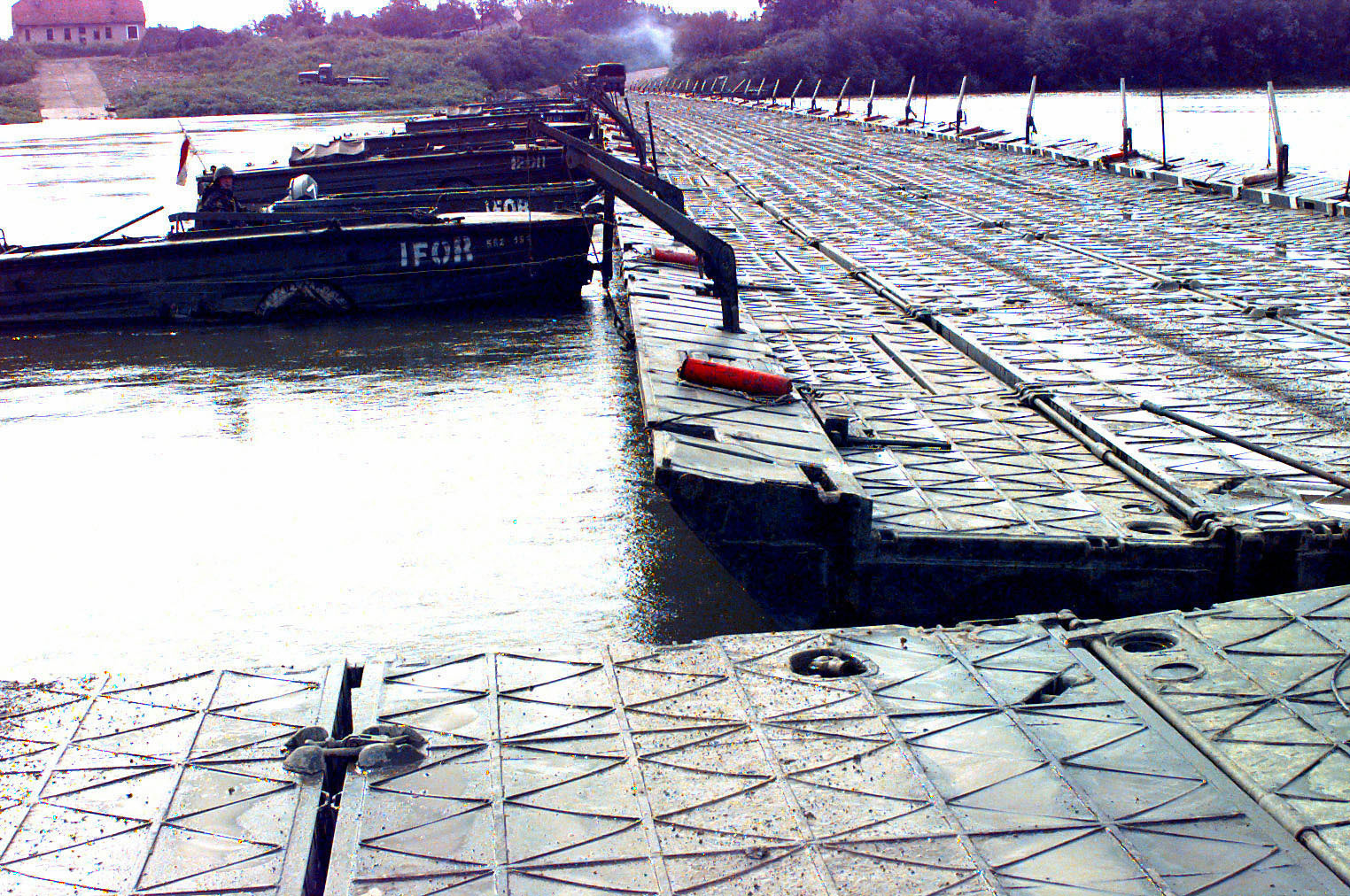
Die sowjetisch/russische Ur-Version „PMP“ (ungarische Armee IFOR 1996)